# Skalda Zachodnia
Skalda Zachodnia (niderl. Westerschelde) – estuarium rzeki Skaldy, położone u wybrzeży południowo-zachodniej Holandii, w prowincji Zelandia. Rozciąga się w kierunku zachodnim na długości około 50 km wśród wysp Delty Renu-Mozy-Skaldy, aż do Morza Północnego. Na północ od estuarium znajdują się dawne wyspy Walcheren i Zuid-Beveland (obecnie półwyspy). Na południu leży region Zeeuws-Vlaanderen, który w dużej mierze składa się z terenów odzyskanych z morza (tzw. polderów) w XVI i XVII wieku.
Skalda Zachodnia ma swój początek na wschodzie, w miejscu, gdzie rzeka Skalda wpływa do Holandii z Belgii. Estuarium to od XVI wieku było ważnym szlakiem transportowym – cesarz Świętego Cesarstwa Rzymskiego, Karol V, wyznaczył wtedy Vlissingen (na wyspie Walcheren) jako port, z którego wypływał z Niderlandów.
W przeciwieństwie do Skaldy Wschodniej i innych zatok na północy, Skalda Zachodnia nie została odcięta od morza w ramach projektu Plan Delta – pozostaje połączona z Morzem Północnym, ponieważ pełni kluczową rolę jako ważny i bardzo uczęszczany szlak żeglugowy prowadzący do portu w Antwerpii oraz do innych miejsc docelowych połączonych z nią kanałami na północy, południu i wschodzie. Większość linii brzegowej estuarium chroniona jest groblami.
Nad estuarium nie przebiega żaden most – komunikację zapewniają promy kursujące między Vlissingen i Breskens oraz między Perkpolder i Kruiningen. W 2003 roku otwarto pod estuarium tunel Westerscheldetunnel o długości 6,6 km, łączący miejscowości Ellewoutsdijk i Terneuzen.